# Перуанская бычья акула
Перуанская бычья акула, или южноамериканская бычья акула, или южноамериканская рогатая акула (лат. Heterodontus quoyi) — малоизученный вид хрящевых рыб рода бычьих акул семейства разнозубых акул. Обитает в юго-восточной части Тихого океана у побережья Перу и Галапагосских островов. Размножается, откладывая яйца. Питается в основном ракообразными. Максимальная зафиксированная длина 107 см. Не является объектом коммерческого промысла.

## Таксономия
Впервые вид научно описан в 1840 году. Голотип представляет собой взрослого самца длиной 47,5 см, пойманного на Галапагосских островах. В 1980 году было высказано предположение, что под названием Heterodontus quoyi подразумевают два разных вида акул — галапагосская форма и перуанская, которые отличаются между собой. Исследование, проведённое ранее, в 1972 году, показало что эти формы являются одним и тем же видом.

## Ареал
Перуанские бычьи акулы обитают в юго-восточной части Тихого океана у берегов Перу в водах Галапагосского архипелага (восток и север острова Фернандина и запад острова Исабела, в южной части они встречаются только у острова Флореана). Эти акулы обитают на континентальном и островном шельфе на глубине от 3 до 30 м. Они предпочитают прохладную воду и восходящее течение. Они являются обитателями прибрежных скалистых и коралловых рифов.

## Описание
У перуанских бычьих акул крупная голова с тупым и коротким рылом. Имеются невысокие надглазничные выступы, которые плавно сходят на нет позади головы. Входящие и выходящие отверстия ноздрей обрамлены длинными кожными лоскутами. Позади глаз имеются брызгальца. Передние зубы небольшие и заострённые. Боковые зубы крупнее центральных, вытянуты продольно и имеют форму моляров.
Стройное тело имеет форму цилиндра. Грудные плавники крупные и закруглённые. Спинные плавники небольшие, приблизительно одинакового размера. Основание первого спинного плавника начинается позади основания грудных плавников. У основания обоих спинных плавников имеется вертикальный шип. Основание второго спинного плавника находится между основаниями брюшных и грудных плавников. Основание анального плавника расположено позади основания второго спинного плавника. У края верхней лопасти хвостового плавника имеется вентральная выемка. Окраска серо-коричневого цвета. По основному фону разбросаны крупные, превышающие половину диаметра глаза чёрные пятна. Максимальная зафиксированная длина 107 см.

## Биология
Перуанские бычьи акулы ведут ночной образ жизни. Они размножаются, откладывая яйца. Вероятно, снаружи яйцевую капсулу покрывает пара спиралевидных гребней. При длине 48 см самцы достигают половой зрелости. Длина новорожденных составляет приблизительно 17 см. Рацион в основном составляют крабы.

## Взаимодействие с человеком
Эти акулы не представляют опасности для человека. Они не являются объектом промышленной добычи. Возможно в качестве прилова попадают в коммерческие сети. Данных для оценки статуса сохранности вида недостаточно.